# Cormery
Cormery là một xã thuộc tỉnh Indre-et-Loire trong vùng Centre-Val de Loire ở miền trung nước Pháp. Theo điều tra dân số năm 2006 của INSEE có dân số 1631 người. Xã nằm ở khu vực có độ cao từ 57-94 mét trên mực nước biển.
Thị trấn có cự ly 21 km so với Tours và 18 km so với Jouè-les-Tours.